# Piergiorgio Di Cara
Piergiorgio Di Cara, né en 1967 à Palerme sur l'île de la Sicile, est un écrivain et scénariste italien, auteur de roman policier.

## Biographie
Diplômé en sciences politiques de l'université de Palerme, il a rejoint la Squadra mobile en 1993. Il travaille à Palerme, puis dans la région de la Calabre, à Locride, où il dirige la section opérationnelle de la brigade de la ville de Siderno. Il est devient commissaire en 2002 et revient dans sa ville natale.
Comme auteur de romans policiers, il signe plusieurs romans mettant en scène les inspecteurs Salvo Riccobono ou Pippo Randazzo, des policiers en prise avec la Cosa nostra dans des enquêtes ayant pour cadre la Sicile natale de l'auteur. En France, il compte plusieurs traductions chez l'éditeur Métailié.

## Œuvre littéraire

### Romans
- Isola nera (2002) Publié en français sous le titre Île noire, traduction de Serge Quadruppani, Paris, Métailié, coll. « Suites Noir », 2003
- L'anima in spalla (2004) Publié en français sous le titre L'Ame à l'épaule, traduction de Serge Quadruppani, Paris, Métailié, coll. « Suites Noir », 2005
- Hollywood, Palermo (2005) Publié en français sous le titre Hollywood, Palerme, traduction d'Hervé Denès, Paris, Métailié, coll. « Métailié Noir », 2010
- Vetro freddo (2006) Publié en français sous le titre Verre froid, traduction de Serge Quadruppani, Paris, Métailié, coll. « Suites Noir », 2007
- Il ragazzo dai capelli rossi (2007)
- La stanza dei sospetti (2016)
- Elvis e il colonnello (2017)

### Nouvelles
- Cammina, stronzo. Sbirri a Palermo (2000)
- Il Sommozzatore (2007)
- Febbraio freddo boia (2007)
- Deve morire lo sbirro (2007)
- È bella la città di notte (2016)

## Filmographie

### Comme scénariste

#### À la télévision

##### Séries télévisées
- 2010 : Crimini

## Crédit d'auteurs
- (it) Cet article est partiellement ou en totalité issu de l’article de Wikipédia en italien intitulé « Piergiorgio Di Cara » (voir la liste des auteurs).